# Fédération des jeunes agriculteurs
Pour les articles homonymes, voir FJA.
La  Fédération des jeunes agriculteurs (FJA) est un syndicat agricole de Belgique.
La FJA est une association née en 2001 de la fusion du syndicat des jeunes alliances paysannes (JAP) et des services professionnels de la jeunesse agricole masculin et féminin (SPJA et SPJAF). Cette fusion, qui avait pour but de regrouper les plus grands syndicats agricoles wallons au sein de la Fédération wallonne de l’agriculture (FWA), s’est réalisée parallèlement à celle des groupes agricoles des aînés. L’homologue flamand du syndicat est le Groene Kring.

## Organisation et objectifs
Comptant plus de 3 400 membres, répartis sur toute la Région wallonne, la Fédération des jeunes agriculteurs s'adresse à un public agricole et rural jeune. Il existe 45 sections locales dont certaines existent depuis les années 1970-80. 
La FJA est ouverte à tous ceux et celles qui sont intéressés ou concernés par les problématiques agricoles ou rurales, quelles que soient leurs convictions philosophiques ou religieuses, et ce par le biais d'activités syndicales, culturelles, sportives ou tout simplement récréatives. 
La FJA repose sur différents objectifs :
- défendre et représenter les intérêts des jeunes agriculteurs au niveau régional, fédéral et européen ;
- ouverture aux autres et éducation à la prise de responsabilités (activités locales, provinciales et nationales) ;
- organisation et promotion de la formation professionnelle et continue du secteur agricole et horticole par le biais des cours, conférences et  séances d'études, des visites guidées, journées de perfectionnement… ;
- encadrement de stages préparatoires à l’installation ;
- conseils relatifs aux premières installations en agriculture ou en horticulture ;
- implication dans des activités d’échange inter-régionales, transfrontalières et internationales ;
- participation en tant qu’opérateur actif dans des programmes communautaires : Interreg III - A Wallonie-Lorraine-Luxembourg, Coopération territoriale Grande Région ;
- diffusion de l’actualité agricole et rurale via lejournal l’Echo des jeunes, mensuel inséré dans le Plein Champ et ouvert à tous.

De plus, la FJA réalise des actions visant à interpeller le grand public sur les difficultés rencontrées par les jeunes agriculteurs et les conditions d’installations, notamment à l’occasion de la foire agricole de Libramont, ayant lieu chaque année au mois de juillet,.

## Mobilisations
La Fédération des jeunes agriculteurs (FJA) s'oppose à  l'Accord de libre-échange entre le Mercosur et l'Union européenne, elle dénonce une concurrence déloyale. Les normes de production, sociales et environnementales sont moins strictes au Mercosur que celles en vigueur dans l'Union Européenne. Elle regrette que l'agriculture soit reléguée au rang de simple variable d’ajustement dans les négociations commerciales.